# Darmstädter Echo
Darmstädter Echo – lokalna gazeta w Darmstadt i powiecie Darmstadt-Dieburg. Ukazuje się od 21 listopada 1945. Redakcja mieści się w dawnych koszarach przy Holzhofallee. Właścicielem jest spółka Echo Zeitungen GmbH braci Horsta i Hansa-Petera Bach.